# 约翰·H·D·安德森
約翰·H·D·安德森（英語：John H.D. Anderson，1726年—1796年）是一位蘇格蘭自然哲學家。

## 生平
1726年出生于苏格兰阿盖尔-比特，1745年毕业于格拉斯哥大學。1755年至1757年担任格拉斯哥大学东方语言教授。1757年至1796年担任自然哲学教授。后创建斯特拉斯克萊德大學并担任永久名譽校長。
1796年在苏格兰逝世，享年69岁。

## 延伸阅读
- . . London: Smith, Elder & Co. 1885–1900.